# يوم الجالية العربية في البرازيل
يوم الجالية العربية في البرازيل (بالبرتغالية:Dia Nacional da Comunidade Árabe 25 de março)، هو يوم تحتفل البرازيل في 25 مارس/آذار من كل عام بيوم الجالية العربية وإنجازاتها في مختلف المجالات. ويتخطى تعداد أفراد هذه الجالية 10 ملايين نسمة، الجالية العربية تشكل نسبة 6% من السكان في البرازيل، وقد بدأت أولى هجراتها للبرازيل منتصف القرن 19.